# Dream Lake (Witold Lutosławski, Andrzej Czajkowski)
Dream Lake (Witold Lutosławski: Chantefleurs et Chantefables, Andrzej Czajkowski: Seven Shakespeare Sonnets) – wspólny album polskiej sopranistki Agaty Zubel i fińskiego pianisty Joonasa Ahonena, wydany w 2015 r. przez CD Accord (nr kat. 70600216/ ACD 216). Na płycie duet wykonał "Chantefleurs et chantefables" Witolda Lutosławskiego do surrealistycznego poematu Roberta Desnosa w aranżacji Eugeniusza Knapika oraz "Seven Shakespeare Sonnets" Andrzeja Czajkowskiego. Premiera płyty odbyła się 6 maja 2015 w Muzeum Historii Żydów Polskich Polin. Album uzyskał nominację do nagrody Fryderyka 2016 w kategorii Album Roku - Muzyka Kameralna.

## Lista utworów

### Witold Lutosławski: Chantefleurs et chantefables (Arr. E. Knapik for Soprano & Piano)
- 1. No. 1, La belle-de-nuit [The Marvel of Peru] [2:41]
- 2. No. 2, La sauterelle [The Grasshopper] [1:38]
- 3. No. 3, La véronique [The Speedwell] [2:10]
- 4. No. 4, L'eglantine, l'aubépine et la glycine [The Wild Rose, the Hawthorn & the Wisteria] [1:36]
- 5. No. 5, La tortue [The Tortoise] [1:56]
- 6. No. 6, La rose [The Rose] [2:18]
- 7. No. 7, L'alligator [The Alligator] [2:29]
- 8. No. 8, L'angélique [The Angelica] [2:33]
- 9. No. 9, Le papillon [The Butterfly] [1:45]

### Andrzej Czajkowski: 7 Sonnets of Shakespeare
- 10. No. 1, Sonnet No. 104 "To Me, Fair Friend, You Never Can Be Old" [5:11]
- 11. No. 2, Sonnet No. 75 "So Are You to My Thoughts as Food to Life" [1:49]
- 12. No. 3, Sonnet No. 49 "Against That Time, If Ever That Time Come" [2:52]
- 13. No. 4, Sonnet No. 61 "Is It Thy Will, Thy Image Should Keep Open" [2:11]
- 14. No. 5, Sonnet No. 89 "Say That Thou Didst Forsake Me for Some Fault" [4:30]
- 15. No. 6, Sonnet No. 90 "Then Hate Me When Thou Wilt" [2:00]
- 16. No. 7, Sonnet No. 146 "Poor Soul, the Centre of My Sinful Earth" [5:09]